# 王紀 (正德辛未進士)
王紀（1476年—？），字理卿，直隸揚州府泰州人，軍匠籍，明朝政治人物。

## 生平
正德五年（1510年）庚午科應天府鄉試第一百二十二名舉人。正德六年（1511年）中式辛未科會試第三十四名，登第三甲第一百八十名進士。官河间府同知。

## 家族
曾祖王秀三；祖父王斌；父王瓚。母黃氏。具慶下。